# Trox tuberculatus
Trox tuberculatus är en skalbaggsart som beskrevs av Degeer 1774. Trox tuberculatus ingår i släktet Trox och familjen knotbaggar. Inga underarter finns listade i Catalogue of Life.

## Bildgalleri

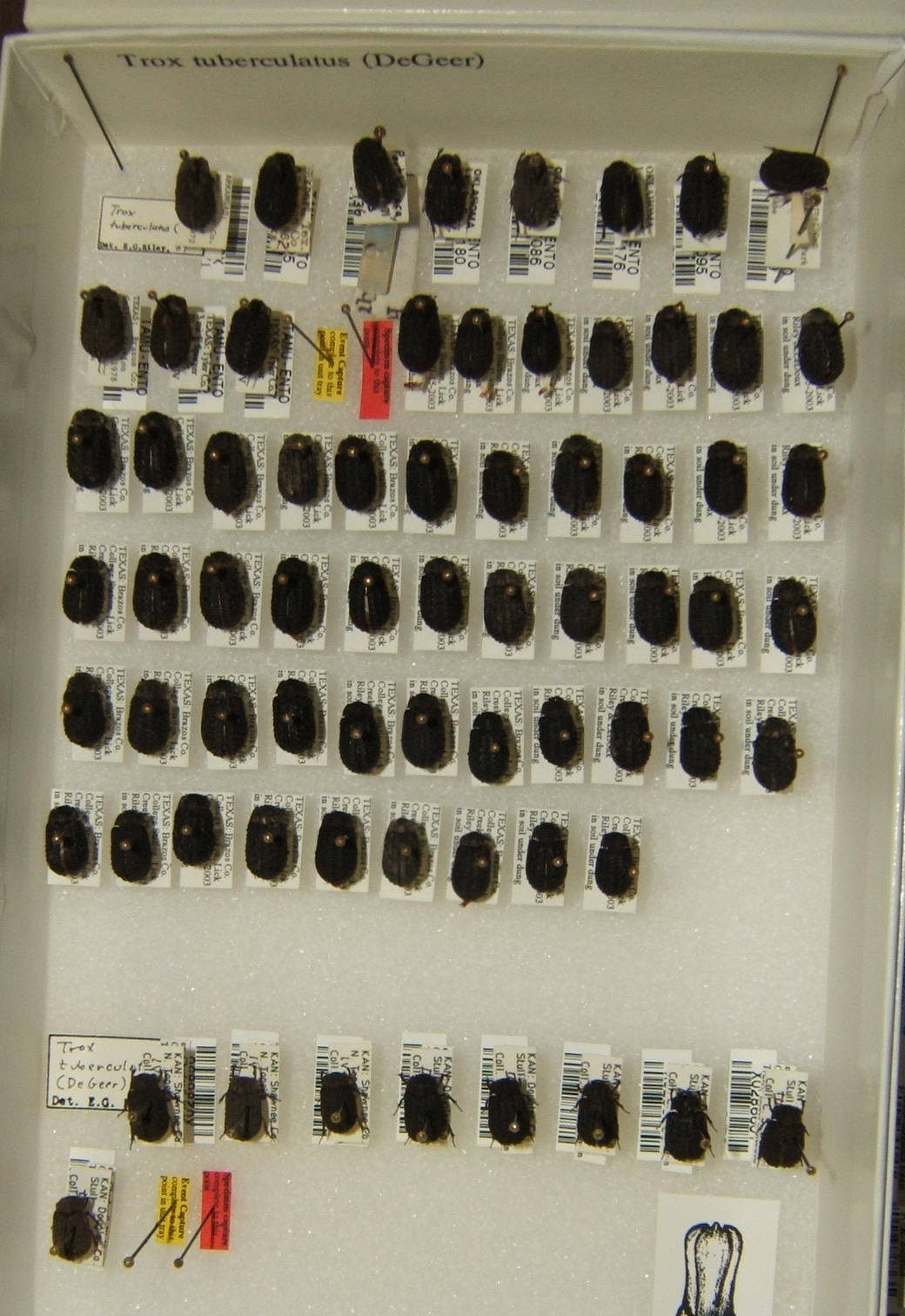